# Premis Pulitzer de 1917
Els Premis Pulitzer es van lliurar per primera vegada el 1917. Inicialment hi havia quatre categories; altres que s'havien especificat en la sol·licitud de Joseph Pulitzer es van introduir gradualment en els anys següents. Els guanyadors eren seleccionats pel consell d'administració de la Universitat de Colúmbia. El primer guanyador del Premi Pulitzer, l'ambaixador francès Jean Jules Jusserand, que havia escrit el millor llibre sobre la història dels Estats Units, va guanyar 2.000 dòlars. Herbert Bayard Swope va guanyar un premi de 1.000 dòlars pels seus reportatges.

## Premis de periodisme
- Redacció editorial:
  - New York Tribune, per "The Lusitania Anniversary", un article editorial sobre el primer aniversari de l'enfonsament de Lusitania (no es va nomenar a l'autor, però l'editorial va ser escrita per Frank H. Simonds).[2]
- Informació:
  - Herbert Bayard Swope, New York World, per als articles que van aparèixer el 10 d'octubre, el 15 d'octubre i del 4 de novembre al 22 de novembre de 1916, ambdós inclosos, titulats "Dins de l'Imperi Alemany".

## Premis de lletres i teatre
- Biografia o Autobiografia :
  - Laura E. Richards i Maud Howe Elliott ajudats per Florence Howe Hall, Julia Ward Howe (Houghton).
- Història:
  - Jean Jules Jusserand, With Americans of Past and Present Days (Scribner)